# Blastococcus aggregatus
Blastococcus aggregatus es una especie heterotrófica, móvil, grampositiva, que crece mejor en medios de agua salobre. Es la especie tipo del género Blastococcus.

## Características
Estas bacterias tienen forma vibroide o de barra. Se presentan como células individuales o en agregados cocoides tridimensionales. La manifestación de estas etapas está influenciada por las condiciones ambientales. Las células individuales son vibroides móviles de 0.3-1.5 × 0.4-3.0 µm (micrómetros), o en forma de barras o elipsoides (de 1.2-1.5 × 1.5-3.0 µm). El aumento de la temperatura y de las concentraciones de sal inducen a la formación de agregados cocoides no móviles (de 1.2-2.5 µm de diámetro). Son catalasas positivas y oxidasas negativas.
Después de cinco días en agar con extracto de levadura y peptona a 20 °C, las colonias se observan de color rosa, turbias, redondas, convexas y con superficies brillantes. En medio líquido, se observan una fina turbidez y la formación de sedimentos rosados. No se observa crecimiento en medios minerales. Pueden crecer en presencia de etanol, pero no con glucosa, acetato, metanol, citrato, etilamina o parafina. Para el cultivo de esta especie, los reactivos principales son triptona y extracto de levadura.
Fue aislada del sedimento de la estación Breitengrund a una profundad de 20 m (metros) en el mar Báltico Occidental.